# Szergej Konsztantyinovics Krikaljov

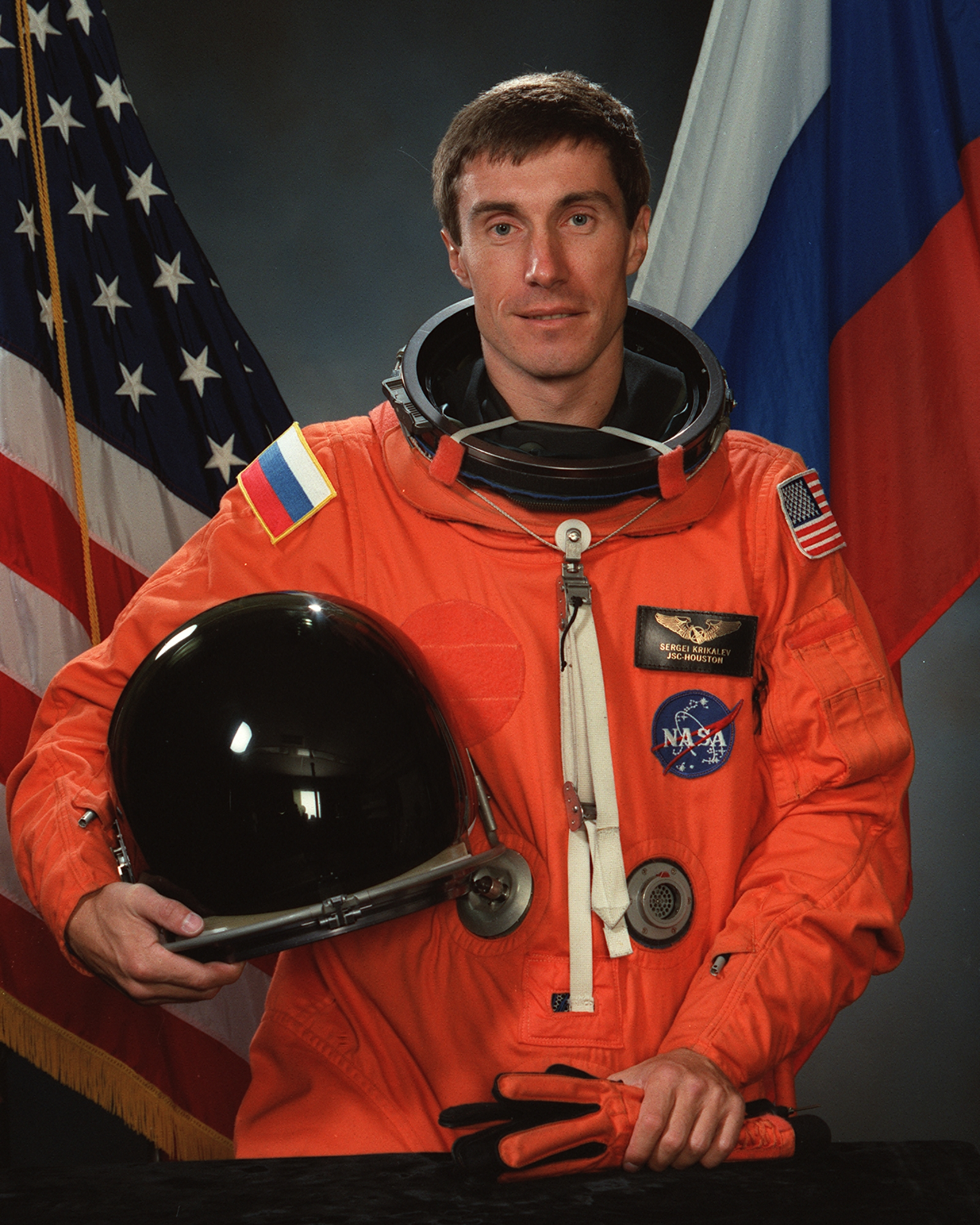
Szergej K. Krikaljov

Szergej Konsztantyinovics Krikaljov (oroszul: Сергей Константинович Крикалёв; Leningrád, 1958. augusztus 27.–) szovjet-orosz gépészmérnök, űrhajós.

## Életpálya
Mérnöki diplomáját 1981-ben a Leningrádi Mechanikai Főiskolán szerezte. Diploma megszerzése után csatlakozott az Energia NPO vállalathoz, ahol az emberes űrrepülések tervezett berendezéseit tervezték, készítették, új módszereket fejlesztettek. Tagja a szovjet/orosz nemzeti műrepülő csapatnak. Rádióamatőri tevékenysége széles körű. Űrhajós szolgálati idején, az űrállomások technikai rendszereinek ismerőjeként eredményes szolgálatot végzett a helyszínen, illetve a földi tervezők részére hasznos adatokat biztosított. 1985. szeptember 2-től részesült űrhajóskiképzésben. Az alapkiképzést követően, 1986-tól a Buran űrsiklóprogram egyik résztvevője. Több mint két évet, összesen 803 napot, 9 órát és 39 percet töltött a világűrben, ami világrekordnak számít. Az űrállomáson kívül 8 alkalommal, 1,71 napot dolgozott. Szolgálati ideje alatt rendszeresen segítette az amerikai űrsiklóprogramot.
Űrhajós pályafutását 2009. március 27-én fejezte be. 2009. március 30-tól a Jurij Gagarin Űrhajóskiképző Központ vezetője.

## Űrrepülések
- Szojuz TM–7 fedélzeti-mérnök pozícióban indult az első hosszútávú (151 nap, 11 óra, 10 perc)  űrszolgálatra. Több űrsétát végzett egy új modul fogadásának előkészítéséhez. Visszatérés előtt konzerválták az űrállomást.
- Szojuz TM–12-vel a második hosszútávú (311 nap, 20 óra, 1 perc) repülése után a Szojuz TM–13 fedélzetén érkezett vissza. Javítási, karbantartási feladatok érdekében 6 űrsétát végzett.
- STS–60 Discovery űrrepülőgép fedélzetén (8 nap, 7 óra, 9 perc) dolgozott. Az első orosz űrhajós, aki amerikai űrrepülőgépen kutatás-felelősként teljesített szolgálatot. Legfőbb feladata manipulátor rendszer (RMS) megismerése, gyakorlati feladatok végzése.
- STS–88 Endeavour űrrepülőgép fedélzetén (11 nap, 19 óra, 18 perc) tartózkodott.
- Szojuz TM–31 fedélzeti-mérnökeként hosszútávú (140 nap, 23 óra, 38 perc) programot hajtott végre. Az STS–102 Discovery űrrepülőgép fedélzetén tért vissza.
- Szojuz TMA–6 űrhajóval indulva a Nemzetközi Űrállomáson (ISS) dolgozva az első nemzetközi legénység tagja, a negyedik hosszú távú program végrehajtója (179 nap, 00 óra, 23 perc).

### Tartalék személyzet
- Szojuz TM–11 fedélzeti mérnöke
- STS–63 kutatómérnöke

## Sportsikerei
- 1983-ban Moszkva műrepülő bajnoka
- 1986-ban a Szovjetunió műrepülő bajnoka

## Kitüntetések
- A Lenin-rend tulajdonosa.